# أدي نوغروهو
أدي نوغروهو (بالإندونيسية: Adi Nugroho)‏ هو لاعب كرة قدم إندونيسي في مركز الهجوم، ولد في 3 سبتمبر 1992 في ساماريندا في إندونيسيا. لعب مع نادي سيمين بادانغ.

## وصلات خارجية
- أدي نوغروهو على موقع Soccerway.com (الإنجليزية)